# Vincentio Casciorolo
Vincentio Casciorolo, auch Vinzentius Casciorolus, war ein in Bologna lebender Schuster und Alchemist, der Anfang des 17. Jahrhunderts wirkte. Er entdeckte 1602 die Phosphoreszenz von Bariumsulfid (Litheophosphorus, Lapis Soleris, Bologneser Leuchtstein), das er durch Glühen von Schwerspat, der lokal als Mineral vorkam, mit Kohle erhielt. Das Phänomen wurde später auch beim weißen Phosphor bekannt (entdeckt von Hennig Brand 1669), wo es allerdings eher eine Chemolumineszenz ist. Casciorolo ist damit der Entdecker der Phosphoreszenz. Damals hatte Casciorolo schon seinen Beruf aufgegeben und befasste sich mit Alchemie. Er zeigte die Entdeckung dem Alchemisten Scipio Begatello in Bologna und dem Mathematikprofessor Giovanni Antonio Magini, der sie unter Gelehrten in Europa bekannt machte. In Bologna wurde das Herstellungsverfahren geheim gehalten (man sah wegen des Leuchtens und des Gehalts an Schwefel eine alchemistische Anwendung als Sol zum Beispiel zum Goldmachen). Die Entdeckung wurde aber schon in einem Buch des in Bologna lebenden französischen Chemikers Pierre Potier (Poterius) (1622) geschildert. 